# Condensador bipolar
El término condensador bipolar (también llamado condensador no polar) hace referencia a la familia del grupo de los condensadores que no presentan polaridad y por lo tanto se pueden situar en un circuito de forma inversa sin afectar a su vida útil o al funcionamiento del circuito.

## Diferencias con los polares
- Construcción. En los condensadores monopolares solamente una armadura posee polvo de aluminio, que es lo que le da la polaridad. En los bipolares ambas armaduras poseen este polvo por lo que ambas son conductoras.
- Una de las principales diferencias con los condensadores polares en su capacidad. Los condensadores  cerámicos  son los que menos capacidad presentan, desde  picofaradios hasta unos pocos  nanofaradios. Después se encuentran los de Plástico (Poliéster, policarbonato ...) cuya capacidad va desde nanofaradios hasta unos pocos  microfaradios. Por último se encuentran los electrolíticos bipolares, cuya capacidad alcanzan varios cientos o incluso miles de microfaradios.  En cambio en los monopolares ( tántalo, electrolíticos)  su capacidad va desde pocos nanofaradios hasta unos pocos  milifaradios.
- Colocación en el circuito. A diferencia de los bipolares los monopolares solo pueden ser colocados siguiendo su polaridad, ya que de no hacerlo podría dañarse e incluso explotar y provocar la pérdida de todo el circuito. En los bipolares la colocación en el circuito es indiferente.
- Tamaño. A menor capacidad menor tamaño por lo tanto los condensadores bipolares ocupan menos espacio en el circuito.

## Tipos de condensadores bipolares

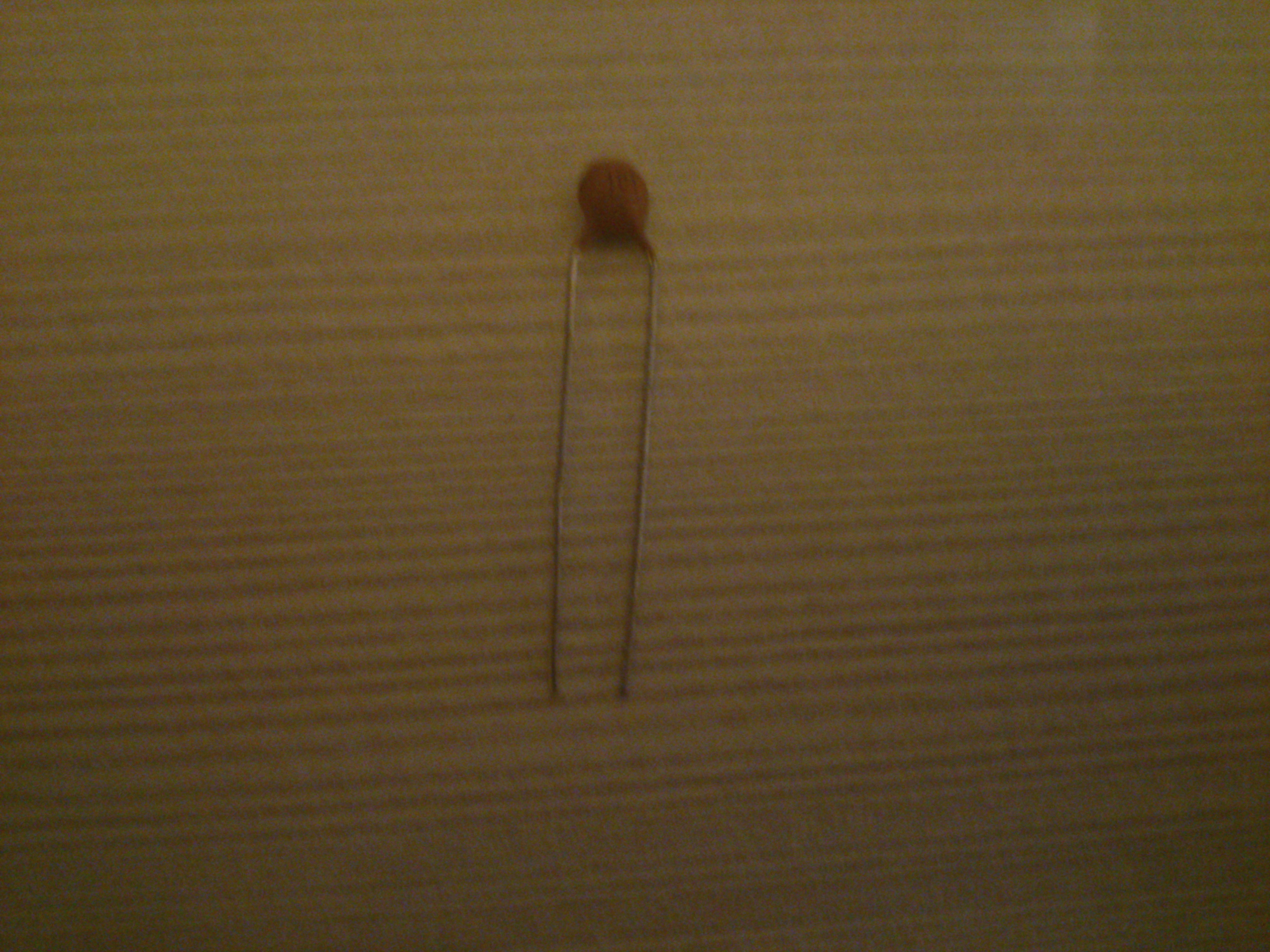
Condensador Cerámico

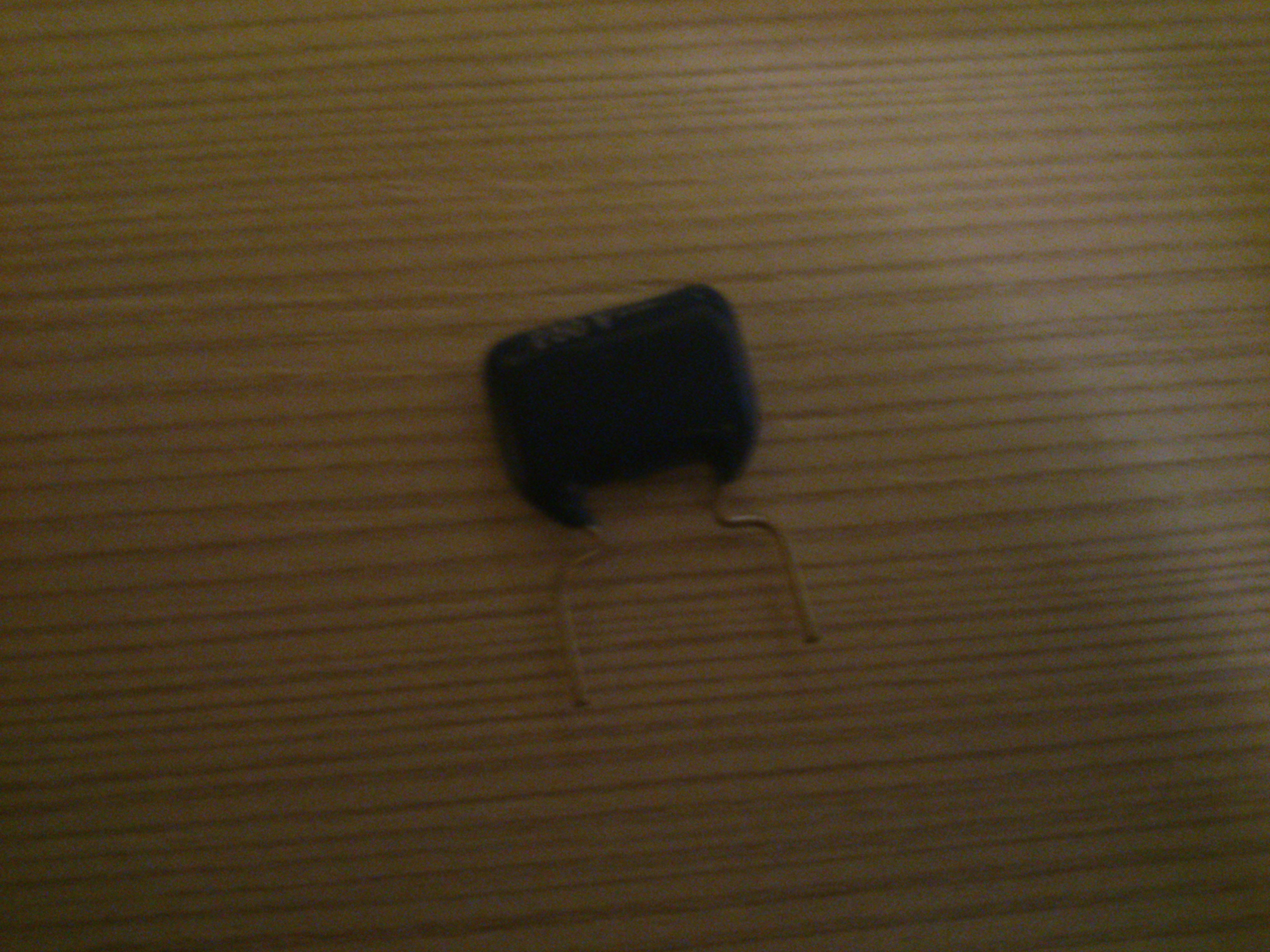
Condensador Plástico

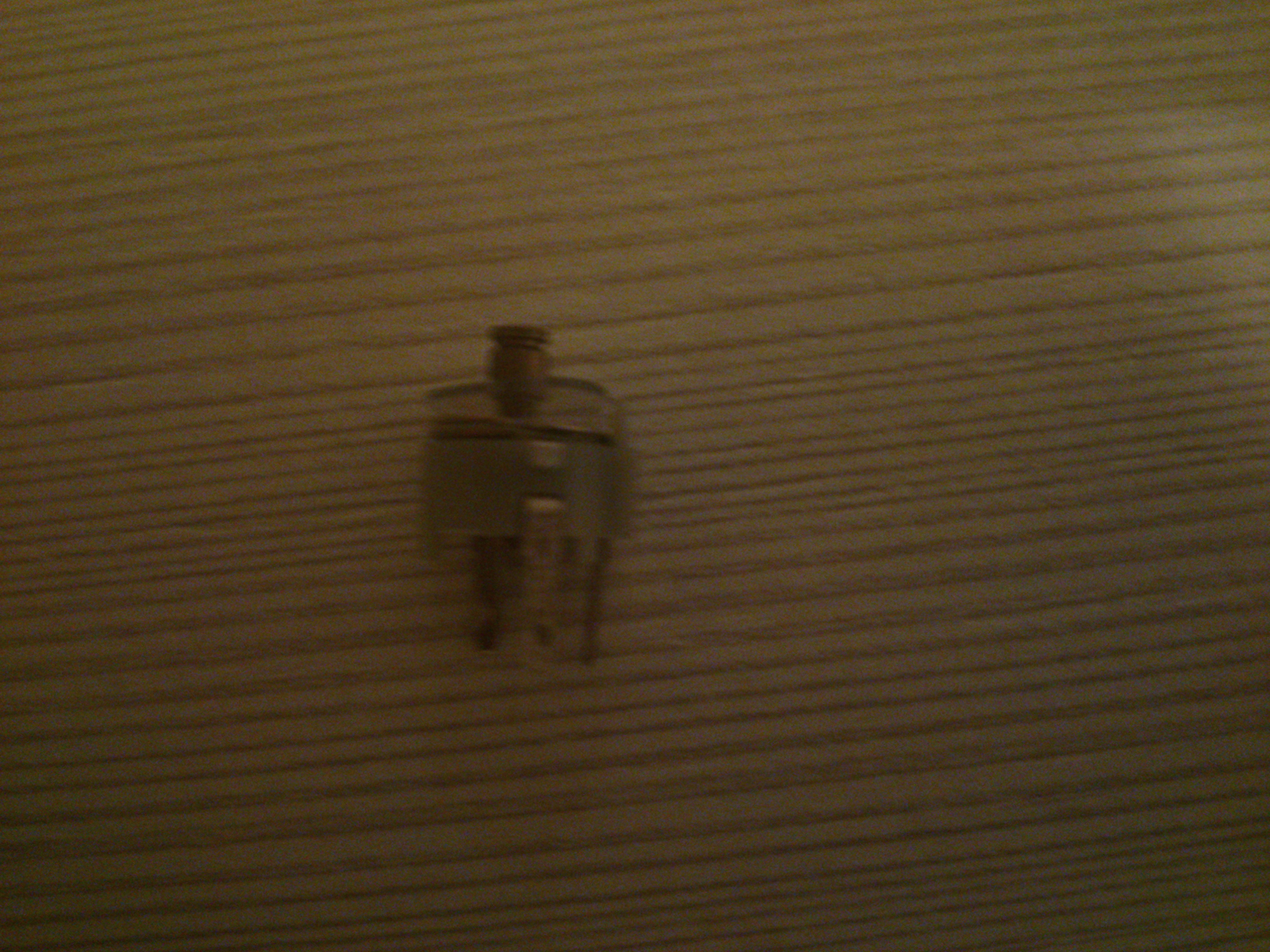
Condensador Variable

- Cerámicos. Se utilizan varias placas cerámicas para el dieléctrico. Existen diferentes tipos, desde los que están formados por una sola lámina de dieléctrico, hasta formados por láminas apiladas. Dependiendo de su composición, pueden funcionar a distintas frecuencias, llegando hasta las microondas.
- Plástico. Existen varios tipos como poliéster, policarbonato... El dieléctrico está formado por elementos plásticos.
- Electrolíticos bipolares. Se diferencian de los monopolares en su composición. Estos solamente poseen una armadura con polvo de aluminio mientras que los bipolares ambas armaduras poseen este polvo.
- Variables. Poseen una armadura fija y otras variable

## Usos
- Como almacenador de corriente.
- Como estabilizador de corriente en un circuito.
- Como adaptador de  impedancias en un circuito.
- A diferencia de los polares que debido a su constitución solo se pueden usar en CC, estos se pueden usar tanto en CC como en CA.

## Identificación
Identificar un condensador bipolar o no polarizado es sencillo:
- Prestar atención a la medida de las patillas. Si ambas miden igual se trata de un condensador bipolar.
- Observar si hay alguna indicación en el condensador. En los condensadores electrolíticos aparece una banda con el símbolo menos (o negativo) mientras que en los de tántalo es necesario fijarse en la medida de las patillas.

Si observamos un condensador electrolítico con las medidas de las patillas iguales y sin marca de polaridad estaremos ánte un condensador electrolítico bipolar. En el resto de condensadores (cerámicos, poliéster) solo hay que fijarse en las patillas.